# 小赵庄乡
小赵庄乡，是中华人民共和国河北省沧州市新华区下辖的一个乡镇级行政单位。

## 行政区划
小赵庄乡下辖以下地区：
东村、西村、蔡庄子村、王御史村、刘表庄村、王希鲁村、荣官屯村、北赵家坟村、小代庄村、吕家坟村、邓官屯村、孙庄子村、顾官屯村、鞠官屯村、吴官屯村、徐官屯村、赵官屯村、唐庄子村、芦家园村、代家坟村、宋官屯村、杨官屯村、万庄子村和张家坟村。